# Kugelgrill

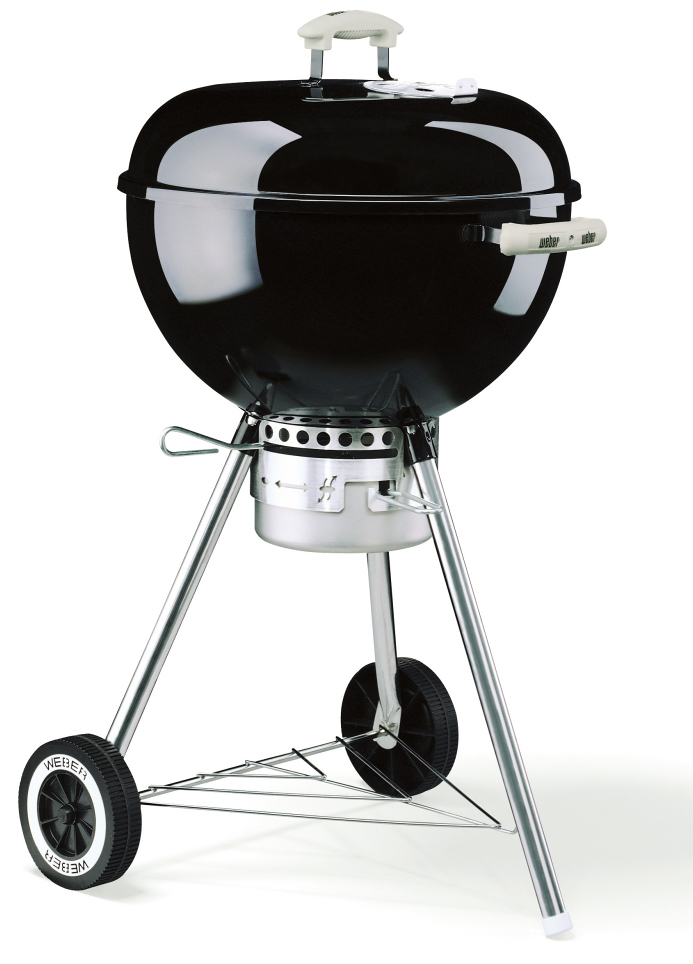
Typischer Kugelgrill

Ein Kugelgrill (engl.: kettle grill bzw. kettle bbq) ist ein mit Holzkohle oder Propangas befeuerter Grill mit Deckel, der von der Form des Garraums her an eine Kugel bzw. an einen Kessel (engl.: kettle) erinnert.

## Historie

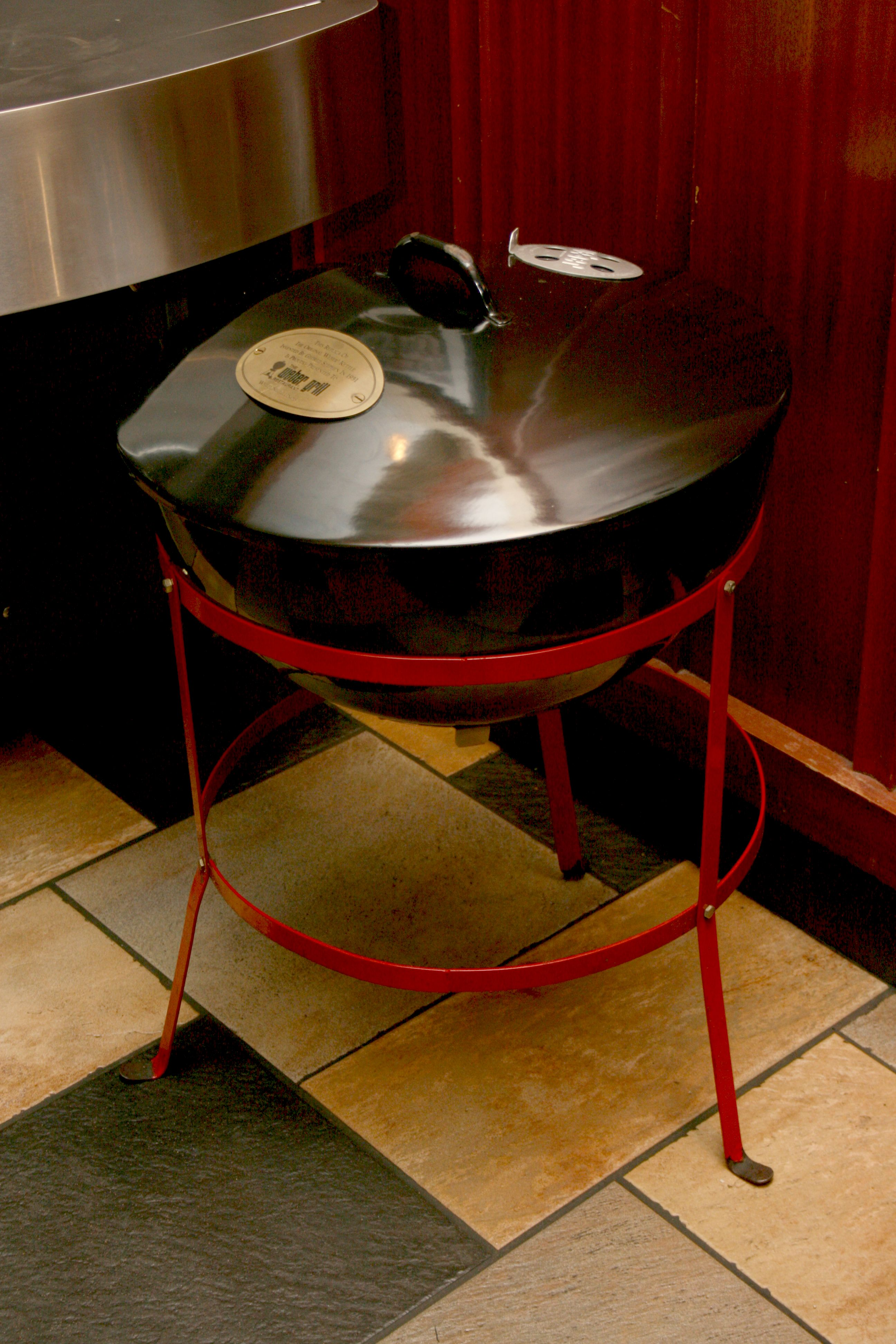
Nachbildung des ersten Kugelgrills

Der US-Amerikaner George Stephen baute 1952, inspiriert von der Form einer Boje, den ersten Kugelgrill in der heute bekannten Form, bestehend aus dem schalenförmigen Unterteil – Kessel genannt – und dem Deckel mit Griff und Belüftungsöffnungen. Bis heute hat sich diese Bauart des Kugelgrills (Kessel, Deckel, Belüftung) nur wenig geändert. Änderungen betrafen vor allem Aspekte der Bedienung, Haltbarkeit oder Sicherheit, etwa hitzebeständige, isolierende Griffe, Emaillierung von Kessel und Deckel sowie ein Aschetopf mit Belüftungsregelung (modellabhängig).
Das von George Stephen gegründete Unternehmen Weber-Stephen Products LLC, durch seinen Markennamen „Weber Grill“ bekannt, kann auf dem Weltmarkt als Vorreiter und Marktführer im Bereich Kugelgrills angesehen werden. Daneben gibt es Kugelgrills von zahlreichen anderen Herstellern.

## Aufbau
In der Regel besteht ein Kugelgrill aus einem kesselförmigen Unterteil, das mit einer regelbaren Belüftung im Boden auf einem (verbreitet fahrbaren) Gestell montiert ist. Im Kessel befindet sich im unteren Teil ein Kohlerost und in Höhe des oberen Randes ein Grillrost. Bei gasbefeuerten Modellen sind anstelle des Kohlerostes ein oder zwei ringförmige, einzeln regelbare Gasbrenner verbaut.
Der Deckel ist flacher gewölbt als das Unterteil und mit regelbaren Belüftungsöffnungen sowie einem Griff versehen. Je nach Ausstattung und Hersteller ist im Deckel zusätzlich noch ein Thermometer zur Kontrolle der Garraumtemperatur verbaut.

## Funktionsweise

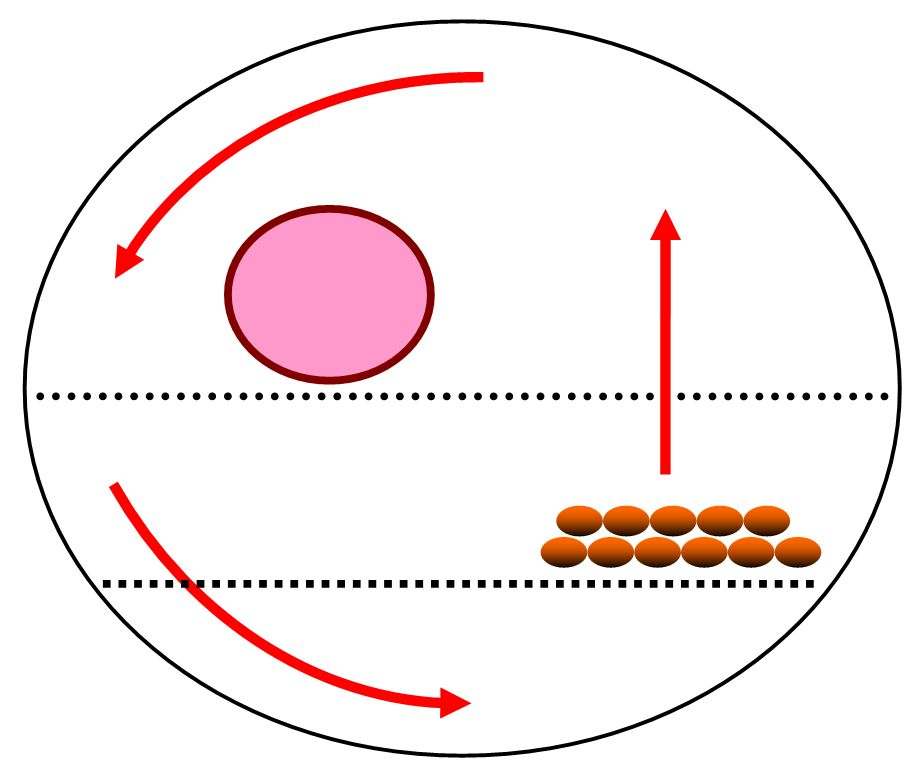
Schematische Darstellung des indirekten Grillens

Der wesentliche Unterschied eines Kugelgrills gegenüber offenen Grills ist der Deckel und damit die Möglichkeit des indirekten Grillens. Bei dieser Form der Zubereitung wird das Grillgut nicht direkt über der Glut bzw. der Gasflamme gegart, sondern durch vom Deckel reflektierte Wärmestrahlung sowie die heiße Luft im (bis auf die Zu- und Abluftöffnungen) geschlossenen Grill, ähnlich dem Garen in einem Umluftofen. Diese Garmethode erlaubt es, im Gegensatz zum Grillen auf dem offenen Rost, auch große Bratenstücke oder ganze Geflügel zuzubereiten.
Durch die verstellbaren Belüftungsöffnungen in Kesselboden und Deckel ist eine recht genaue Temperaturregelung über die Steuerung der Luftzufuhr zur Holzkohleglut möglich. Gasbetriebene Modelle haben hierfür Regler in der Gaszufuhr zum Brenner.